# Heiko Nossek
Heiko Nossek (* 14. März 1982 in Esslingen am Neckar) ist ein ehemaliger deutscher Wasserballspieler.
Heiko Nossek gehörte von 2003 bis 2006 dem SV Cannstatt an, mit dem er 2006 Deutscher Meister wurde. Nachdem der SV Cannstatt seine Bundesligamannschaft zurückgezogen hatte, wechselte Nossek für eine Saison nach Griechenland und kehrte dann 2007 zurück zu seinem Heimatverein, dem SSV Esslingen. Nach den Olympischen Spielen 2008 wechselte Nossek zu Rari Nantes Sori in die italienische Profiliga und wurde dort auf Anhieb Torschützenkönig. 2009 entschied sich Nossek zu einem Wechsel innerhalb der italienischen Liga zu Rari Nantes Imperia. Von 2010 bis 2012 ging Nossek für Rari Nantes Bogliasco in dem kleinen ligurischen Küstenort Bogliasco in der Nähe von Genua an den Start. Zur Saison 2012/13 kehrte er zum SSV Esslingen zurück. In dieser Spielzeit wurde er in der Deutschen Wasserball-Liga Torschützenkönig und zum Wasserballer des Jahres gewählt.
Heiko Nossek gehörte seit 2002 zur deutschen Wasserball-Nationalmannschaft. Er nahm an den Olympischen Spielen 2004 in Athen teil, als die deutsche Mannschaft den 5. Platz erreichte. Bei der Weltmeisterschaft 2005 belegte das deutsche Team Platz 9, 2007 kam die Mannschaft auf Rang 8. 2003 und 2008 wurde das Team Sechster bei der Europameisterschaft. Nossek absolvierte 307 Länderspiele. Im Februar 2017 beendete er seine Nationalmannschaftskarriere.
Nossek studierte an der Hochschule Ansbach den Bachelor-Studiengang International Management, einem Studiengang, der an der HS Ansbach angepasst und speziell für Spitzensportler konzipiert wurde.
Heikos Vater Ingulf Nossek nahm ebenfalls als Wasserballer an Olympischen Spielen teil.

## Klubs
- 1982–2003 SSV Esslingen
- 2003–2006 SV Cannstatt
- 2006–2007 Ethikos Piräus (Griechenland)
- 2007–2008 SSV Esslingen
- 2008–2009 RN Sori (Italien)
- 2009–2010 RN Imperia (Italien)
- 2010–2012 RN Bogliasco (Italien)
- seit 2012 SSV Esslingen